# Bảo tàng Xô Viết Nghệ Tĩnh

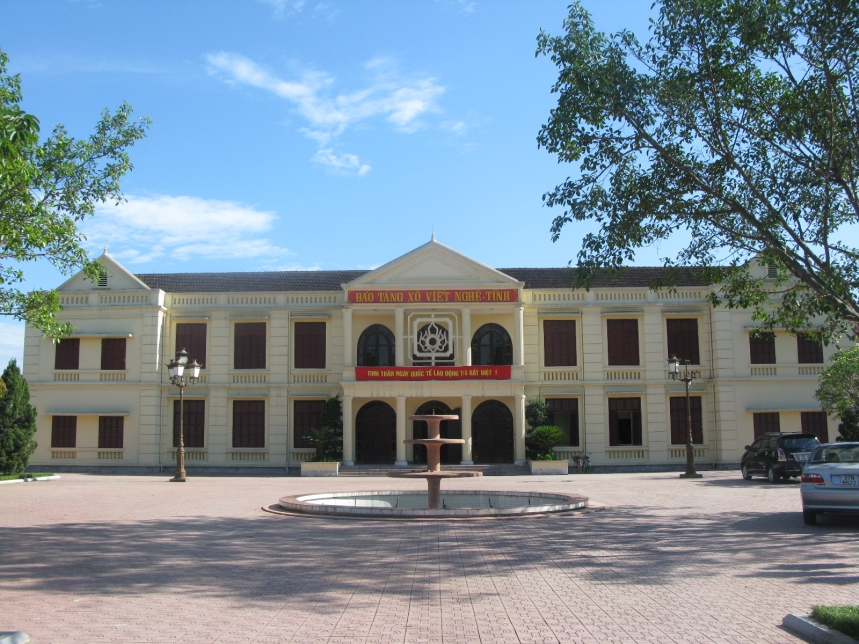

Bảo tàng Xô Viết Nghệ Tĩnh đóng tại số 10 đường Đào Tấn, thành phố Vinh, tỉnh Nghệ An, được thành lập vào ngày 15 tháng 1 năm 1960; là chi nhánh của Bảo tàng Cách mạng Việt Nam. Bảo tàng được xây dựng trên đất khu Vinh trước đây, là nơi từng giam cầm hàng ngàn chiến sĩ cách mạng giải phóng dân tộc Việt Nam trong năm 1929 - 1931.
Phía trước nhà Bảo tàng có bia dẫn tích - nơi Hồ Chí Minh nói chuyện với cán bộ và nhân dân Nghệ An khi về thăm quê năm 1957.
Đây là nơi lưu giữ các hiện vật, hình ảnh gốc chứng minh cho phong trào từng địa phương và các bộ sưu tập như ưu tập những chiếc trống dùng trong đấu tranh, sưu tập ấn loát, sưu tập vũ khí, sưu tập các con triện, sưu tập các hiện vật nuôi giấu cán bộ Đảng Cộng sản Việt Nam và một danh sách hệ thống 49 di tích Xô Viết Nghệ Tĩnh được Bộ Văn hóa Thông tin Việt Nam xếp hạng di tích lịch sử cấp quốc gia.
Bảo tàng Xô Viết Nghệ Tĩnh mở từ 7 đến 17 giờ hàng ngày kể cả ngày lễ và ngày cuối tuần.